# Jang Se-Hong
Jang Se-Hong (Corea del Norte, 23 de octubre de 1953) es un deportista norcoreano retirado especialista en lucha libre olímpica donde llegó a ser subcampeón olímpico en Moscú 1980.

## Carrera deportiva
En los Juegos Olímpicos de 1980 celebrados en Moscú ganó la medalla de plata en lucha libre olímpica de pesos de hasta 48 kg, tras el luchador italiano Claudio Pollio (oro) y por delante del soviético Sergei Kornilayev (bronce).